# Viatge al Purgatori

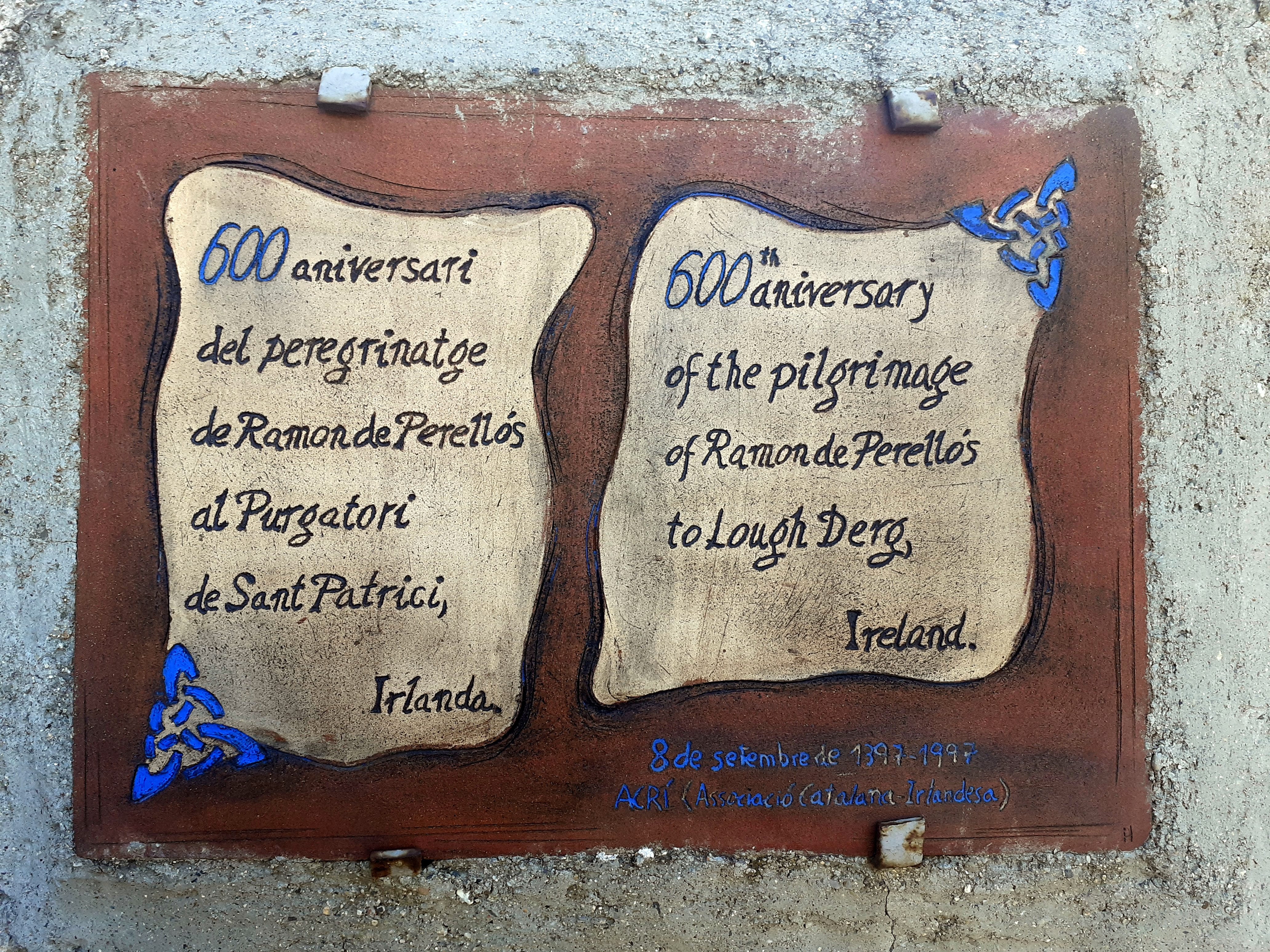
Placa commemorativa del pelegrinatge de Ramon de Perellós al purgatori, a la paret de l'església de Sant Miquel de Perellós

El Viatge al Purgatori és una obra literària de l'escriptor català medieval Ramon de Perellós, vescomte de Roda i Perellós. Fou escrit després del viatge que va fer al Purgatori de Sant Patrici a Irlanda entre el 1397 i el març de 1398.
Perellós havia estat involucrat en el procés contra els consellers del rei Joan I d'Aragó, que havia mort sense ajuda espiritual i del qual, per tant, es temia que hagués anat a l'infern. Per tal d'esbrinar si, en canvi, l'ànima del rei estava en via de salvació, Perellós es va dirigir a Irlanda i va entrar a una famosa cova, que llavors es considerava l'entrada al Purgatori. Perellós certifica l'entrada a la dita cova amb referències a abundants testimonis i actes escrits, per tal de mostrar com la seva paraula en primera persona té completa validesa. El text explica això, la llegenda de Sant Patrici, els seus actes a Irlanda i com dins del Purgatori l'autor va veure el rei Joan I, que purgava pecats venials abans d'anar al cel.
Aquesta obra obeeix a la mateixa motivació que Lo somni de Bernat Metge: mostrar que l'ànima del rei no havia anat a l'infern i, en conseqüència, exculpar el comportament de l'autor, i el de la resta de membres de la camarilla reial, que en el procés havien estat acusats de corrompre el rei. Tant el Viatge al Purgatori  com Lo somni són obres en prosa; el Viatge és una peça molt més breu, i l'estil de l'obra mostra clarament que el seu autor era un cavaller, un home d'acció; a diferència de Lo somni, obra d'un intel·lectual.
Des del punt de vista històric no hi ha dubte que el viatge a Irlanda fou real, es troba documentat per altres fonts, i el seu relat de la Irlanda celta, amb la que va poder conviure, resulta d'interès per conèixer una societat amb poques fonts medievals sobre els seus costums i vida quotidiana de les quals va seleccionar breument alguns detalls que el copsaren especialment: 
| «                                        | Per tal que llurs costumes e maneres son a nosaltres fort estranyes, per lo pus curt que io poré, vos contaré algunes coses de llurs condicions i maneres, de ço que io vi ab lo rei... | » |
| — Ramon de Perellós, Viatge al Purgatori | |   |

Actualment existeix un pòdcast basat en aquesta obra, adaptat al català actual per Xavier Renedo i disponible a través de la web del Núvol.